# Ferrovia del Vorarlberg
La ferrovia del Vorarlberg (in tedesco Vorarlberger Bahn) è una linea ferroviaria che attraversa la regione austriaca del Vorarlberg. Il percorso è analogo a quello dell'autostrada attraverso la Valle del Reno dal confine tedesco presso Lindau e Hörbranz a Bludenz, dove confluisce nella ferrovia dell'Arlberg. L'intero percorso è gestito dalle Ferrovie Federali Austriache, vi confluiscono varie linee che la rendono un importante itinerario internazionale.

## Storia
Già nel 1847 veniva sottolineata l'importanza di una linea ferroviaria attraverso la regione del Vorarlberg ma molti problemi si presentavano per la sua realizzazione, come l'attraversamento dell'Arlberg dato che in precedenza in Austria non era ancora stato costruito nessun collegamento in aree così ardue come quella tirolese. Inoltre il Vorarlberg non possedeva rappresentanti a Vienna non essendo ancora uno stato autonomo. Nel 1853 intanto venivano aperte, la linea bavarese a Lindau e, nel 1857, gli itinerari della Svizzera da Rorschach a Rheineck e da Rheineck a Coira. Sul versante austriaco si realizzava la connessione nel 1859 Innsbruck-Wörgl-Kufstein alla rete ferroviaria. Nel 1856 il presidente della neonata Camera dell'industria e del commercio del Vorarlberg, Carl Ganahl, presentava una domanda per la concessione di lavori preliminari pagando di tasca propria lo sviluppo del progetto. I lavori tuttavia non iniziarono se non dopo il 1865 con la firma di trattati internazionali. Nel marzo del 1867 un progetto ulteriore prevedeva la costruzione di un tunnel tra Sankt Anton e Langen. Il Consiglio Imperial Regio decideva di costruirlo solo il 1º maggio 1869.
La costruzione vera e propria della linea del Vorarlberg iniziò nel mese di ottobre dell'anno 1870. Il grosso dei lavori veniva effettuato nel 1871, ma solo in sezioni e fatto in parte a causa dei problemi che causavano perdite di tempo prezioso.
La neocostituita società a responsabilità limitata del Vorarlberg, con sede a Vienna, riceveva la concessione dal Ministero degli Interni il 5 maggio 1871.
La prima corsa avvenne tra Bludenz e Lochau, il 30 giugno 1872 con una locomotiva a vapore, battezzata Bregenz.
Nell'ottobre del 1872 si aprivano le linee di collegamento con Buchs e Lindau e il 23 novembre dello stesso anno avveniva la connessione a Sankt Margrethen. Un primo treno diretto dal 1º novembre 1873 veniva istradato sulla via da Zurigo a Monaco di Baviera.
Solo nel 1884, la linea era collegata al resto della rete ferroviaria austriaca con la costruzione del tunnel dell'Arlberg.
La linea ferroviaria è stata interamente elettrificata entro il 1954. Il potenziamento a doppio binario della sezione Bludenz-Feldkirch è avvenuto nel 1991 e tra Feldkirch e Bregenz nel 1995. La tratta Lochau Hörbranz-porto di Bregenz è ancora a semplice binario.

## Caratteristiche
La linea ferroviaria è a doppio binario, con l'eccezione della tratta Bregenz-Lochau, e interamente elettrificata a 15 kV corrente alternata monofase a 16,7 Hz. L'alimentazione elettrica fino a Lindau, stazione di testa e termine dei servizi internazionali FFS e ÖBB, è a cura delle Ferrovie Federali Austriache.
Dalla stazione di Feldkirch si dirama la linea a semplice binario, elettrificata di 18,5 km per Buchs che attraversa il territorio del Liechtenstein ma è gestita interamente dalle Ferrovie Federali Austriache. A Buchs avviene la connessione San Gallo-St. Margrethen-Sargans-Coira delle FFS. Insieme alla sezione Bludenz-Feldkirch, questa linea è una parte importante della connessione Eurocity Est-Ovest tra Vienna e Zurigo. A Buchs oltre all'inversione del senso di marcia vi è anche il cambio di locomotiva da FFS a ÖBB e viceversa.

### Percorso
| Unknown route-map component "STR+r" |

| Unknown route-map component "ABZg+l" |

| Stop on track |

| Junction both to and from left | Unknown route-map component "STR+r" |

| Unknown route-map component "hKRZWae" | Straight track |

| End station | Straight track |

|  | Unknown route-map component "eHST" |

|  | Non-passenger station/depot on track |

|  | Unknown route-map component "eHST" |

|  | Unknown route-map component "eHST" |

|  | Restricted border on track |

|  | Station on track |

|  | Unknown route-map component "eHST" |

|  | Unknown route-map component "eHST" |

|  | Unknown route-map component "eHST" |

|  | Stop on track |

|  | Station on track |

|  | Unknown route-map component "eABZgl" |

|  | Stop on track |

| Unknown route-map component "STR+r" | Straight track |

| Station on track | Straight track |

| Unknown route-map component "ABZgr" | Straight track |

| Unknown route-map component "SKRZ-Ao" | Straight track |

| Unknown route-map component "TZOLLWo" | Straight track |

| Stop on track | Straight track |

| Stop on track | Straight track |

| Unknown route-map component "ABZg+r" | Straight track |

| Stop on track | Straight track |

| Non-passenger station/depot on track | Straight track |

| Straight track | Non-passenger station/depot on track |

| Unknown route-map component "ABZgl" | Unknown route-map component "ABZgr" |

| Straight track | Stop on track |

| Unknown route-map component "BS2l" | Unknown route-map component "BS2r" |

| Non-passenger station/depot on track |

| Station on track |

| Stop on track |

| Stop on track |

| Station on track |

| Stop on track |

| Stop on track |

| Unknown route-map component "ABZg+l" |

| Station on track |

| Stop on track |

| Unknown route-map component "ABZg+l" |

| Station on track |

| Enter and exit short tunnel |

| Small non-passenger station on track |

| Stop on track |

| Unknown route-map component "ABZg+r" |

| Stop on track |

| Station on track |

| Stop on track |

| Unknown route-map component "ABZg+r" |

| Station on track |

| Unknown route-map component "BS2+l" | Unknown route-map component "BS2+r" |

| Unknown route-map component "exSTR" | Unknown route-map component "tSTRa" |

| Unknown route-map component "exTUNNEL2" | Unknown route-map component "tSTR" |

| Unknown route-map component "exSTR" | Unknown route-map component "tSTRe" |

| Unknown route-map component "BS2l" | Unknown route-map component "BS2r" |

| Station on track |

| Stop on track |

| Station on track |

| Unknown route-map component "ABZg+r" |

| Station on track |

| Stop on track |

| Station on track |

| Unknown route-map component "ABZgr" |

| Straight track |